# William Mitchell Ramsay
Pour les articles homonymes, voir William Mitchell, Mitchell et Ramsay.
Sir William Mitchell Ramsay (né le 15 mars 1851 à Glasgow et mort le 20 avril 1939 à Bournemouth, dans le Dorset) est un archéologue écossais et un spécialiste du Nouveau Testament.

## Biographie
Il est le premier professeur d'archéologie classique à l'Université d'Oxford et le pionnier de l'étude archéologie dans l'actuel ouest de la Turquie. Il est le premier à mentionner le site de Zeyve Höyük en 1891.